# Gymnoscelis minutissima
Spiralisigna minutissima là một loài bướm đêm trong họ Geometridae.